# Hans Gärtner (Landrat)

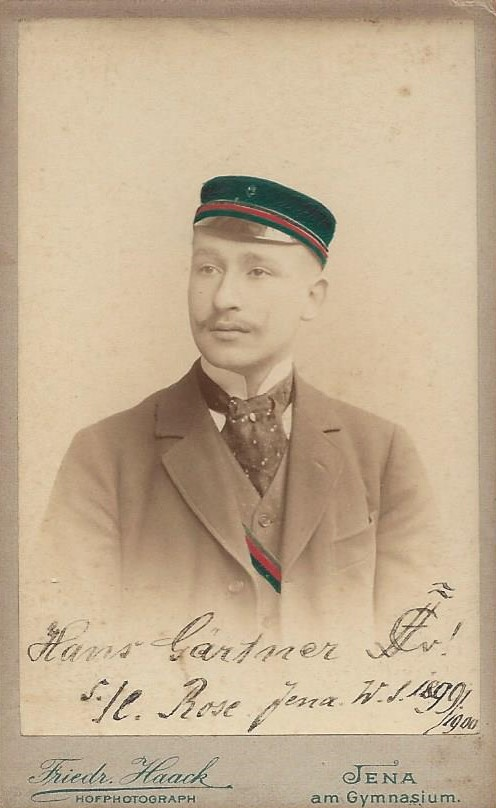
Hans Gärtner

Hans Gärtner (* 12. Januar 1881 in Neuwied; † 31. Mai 1972 in Münster) war ein deutscher Verwaltungsjurist.

## Leben
Der Beamtensohn schloss seine Schullaufbahn 1899 mit dem Abitur in Bromberg ab. Nach dem Militärdienst studierte Gärtner an der Universität Jena Rechtswissenschaft. Er wurde 1900 im Corps Franconia Jena recipiert und zeichnete sich zweimal als Senior aus. Als Inaktiver wechselte er an die Christian-Albrechts-Universität zu Kiel.
Nach dem Examen und dem Referendariat trat er 1907 als Gerichtsassessor in den Justizdienst ein. Er wirkte ab 1912 als Staatsanwalt in Bonn und ab 1914 als Regierungsassessor in Gumbinnen. Von 1914 bis 1918 nahm er am Ersten Weltkrieg teil. Im Memelgebiet war er 1922 Verwaltungsgerichtsdirektor. Er trat 1923 in die innere Verwaltung des Freistaats Preußen und wurde 1931 Oberregierungsrat bei der Regierung in Hannover. 1930 war er als Austauschbeamter in Österreich. In der Zeit des Nationalsozialismus wurde er am 25. April 1933 kommissarisch und am 22. September 1933 endgültig zum Landrat im Kreis Beckum ernannt. Er wurde am 14. Januar 1942 abgelöst und zum Reichskommissariat Niederlande in Den Haag abgeordnet. Gärtner, während der Weimarer Republik Mitglied der DNVP, war seit 1933 förderndes Mitglied der SS. Am 15. November 1937 beantragte er die Aufnahme in die NSDAP und wurde rückwirkend zum 1. Mai desselben Jahres aufgenommen (Mitgliedsnummer 5.831.692).
Nach dem Ende des Zweiten Weltkrieges befand er sich in alliierter Internierung, aus der er im November 1946 entlassen wurde. Im kurz zuvor geführten Entnazifizierungsverfahren wurde er als entlastet eingestuft. Er trat in den Ruhestand.